# Андреенко, Кирилл Анатольевич
Кири́лл Анато́льевич Андреенко (бел. Кірыл Анатольевіч Андрэенка; род. 26 февраля 1983) — белорусский футболист, нападающий.

## Биография
С 2000 года выступал во взрослом футболе за команды из системы минского «Динамо». За младшие команды клуба во второй и первой лигах сыграл 41 матч и забил один гол, за дубль «Динамо» в первенстве дублёров — не менее 37 матчей и 14 голов. За основной состав минчан сыграл лишь в двух матчах в высшей лиге в 2002 году. В 2003 году «Динамо» стало бронзовым призёром чемпионата и обладателем Кубка Беларуси, но футболист включался в заявку только как запасной. Вторую половину сезона 2003 года провёл на правах аренды в клубе высшей лиги «Звезда-ВА-БГУ» (Минск), а по окончании сезона выставлен на трансфер.
С 2004 года до конца карьеры выступал в первой лиге за «Сморгонь» и «Верас» (Несвиж). Со «Сморгонью» в 2004 году стал бронзовым призёром первой лиги. Завершил профессиональную карьеру в 23-летнем возрасте.

## Достижения
Динамо (Минск)
- Обладатель Кубка Беларуси (1): 2002/03

 Сморгонь
- Бронзовый призёр первой лиги Беларуси (1): 2004